# Період Яйой
Пері́од Яйóй (яп. 弥生時代, やよいじだい, МФА: [jajoi̯ d͡ʑidai̯]) — епоха в історії Японії (900 (300) р. до н. е. — 250 (300) р. н. е.) За археологічною періодизацією історії країн Заходу відповідає бронзовій і залізній добі. Особливостями періоду є поява на Японському архіпелазі поливного рисівництва, соціальної диференціації та виникнення перших протодержавних утворень.

## Походження назви
«Яйой» є назвою містечка поблизу Токіо (суч. особливий район Бункьо міста Токіо), де у 1884 році, під час розкопок, були знайдені керамічні вироби нового стилю, відмінного від джьомонівського. На початок 20 століття подібна кераміка була знайдена майже по всій Японії. Її датування дало підстави вченим твердити про перехід Японського архіпелагу від періоду Джьомон до нової історичної епохи, яку назвали в честь першої стоянки Яйой, де були знайдені артефакти нового періоду. Також, археологічна культура цього періоду отримала назву «культури Яйой».

## Періодизація
Традиційна історіографія вважає початком епохи Яйой III століття до н. е., а кінцем — III століття н. е. Її періодизація базується на датуванні та класифікації керамічних виробів даного часового відрізка. Він поділяється на три стадії — ранню (III—I ст. до н. н.), середню (I ст. до н. е. — I ст. н. е.) та пізню (I—II ст. н. е.).
Однак ряд сучасних японських дослідників з Національного музею історії та етнографії вказують на ймовірність початку періоду Яйой 500 роками раніше — у IX столітті до н. е. Їхніми доказами є дані передатування найстарішої кераміки «культури Яйой» старим радіовуглецевим методом і новітнім методом АСМ (акселератор спектрометрії мас).
|               |                |                   |
| Бронзовий меч | Бронзовий спис | Бронзова алебарда |

## Загальні риси
Початок періоду Яйой ознаменувався приходом на Японські острови нової, ймовірно континентального походження, культури. Її особливостями були поливне рисівництво, використання гончарного круга та ткацького верстата, обробка металів (міді, бронзи і заліза) та будівництво захищених городищ. Наразі достеменно невідомо, чи ця культура, яку прийнято називати «культурою Яйой», була занесена до Японії в результаті міграцій з Корейського півострову та території сучасного Китаю, чи була розвинена тубільцями Японських островів, які імпортували деякі «ноу-хау» з континенту. Західні дослідники дотримуються «міграційних» теорій, в той час як в японські науковці популяризують «автохтонні» концепції.
Перші стоянки культури Яйой розташовані у Західній Японії на островах Кюсю та Хонсю. Класичний приклад — городище Йосіноґарі (сучасна префектура Саґа). Археологи знаходять багато укріплених поселень з багатим археологічним матеріалом — керамічний посуд, бронзові ритуальні вироби (прикраси й дзвони дотаку) та різноманітну металеву зброю (мечі, вістря стріл, наконечники алебард і списів). Історики вважають, що перерозподіл надлишкового продукту, отриманого завдяки високим, для первісного суспільства, врожаям рису, призвів до соціальної стратифікації Японського архіпелагу. Серед общинників виділилася заможна верства шаманів і військових. З'явилися перші раби.
Переваги нового способу господарювання над економікою періоду Джьомон дали змогу культурі Яйой впродовж I ст. до н. е. — III ст. н. е. поширитися далеко на схід Японських островів (суч. префектура Аоморі). Населення Кюсю, Хонсю та Шікоку різко зросло. Формування провідного прошарку в общинах та зростання надлишкового продукту дали початок небаченим у попередній період військовим конфліктам. Війна дала поштовх утворенню «коаліцій» общин, які згодом розвинулися у протодержавні утворення. Одним з таких утворень була «країна Яматай» на чолі з «королівною» Хіміко.

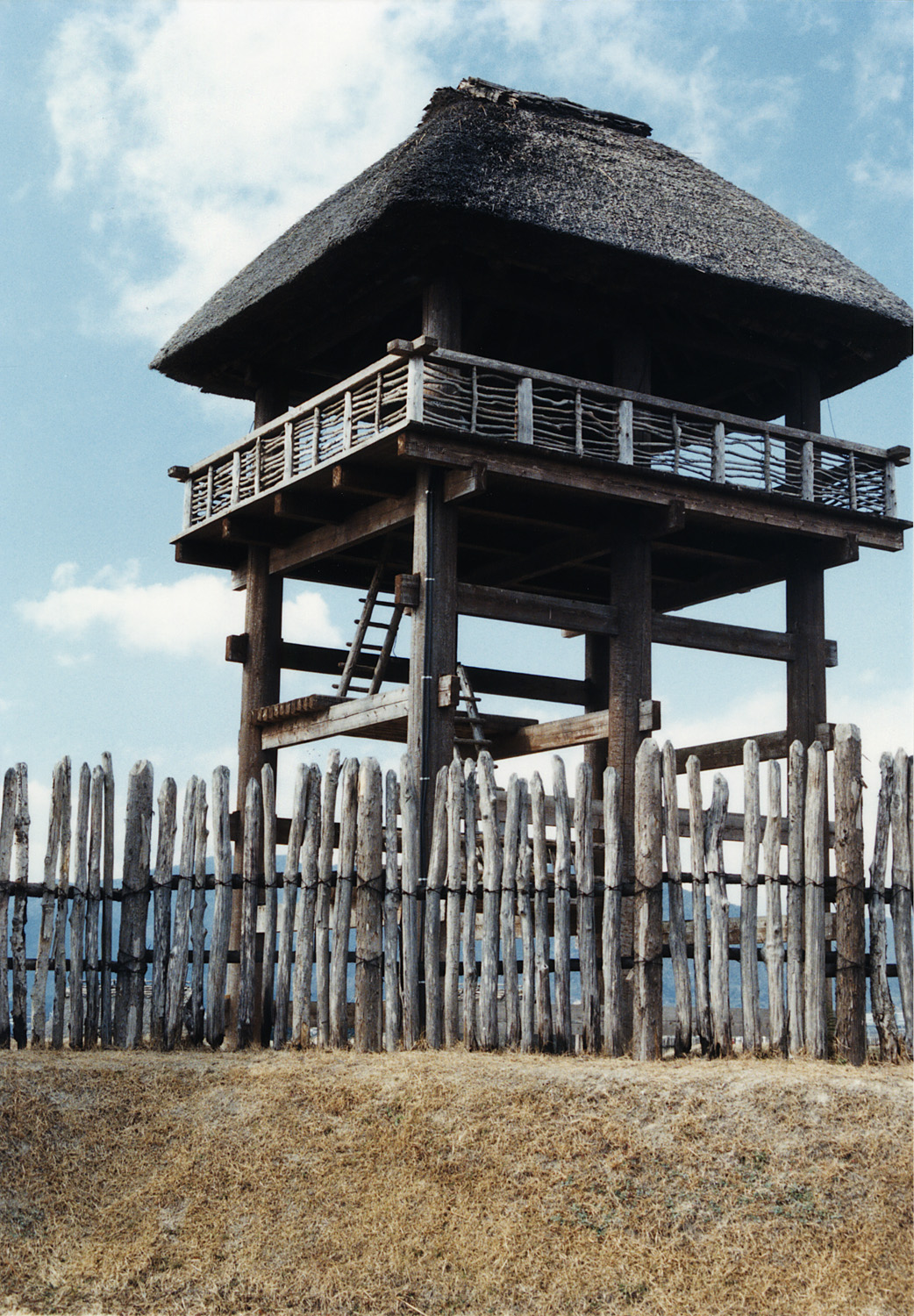
Наглядова вежа городища Йосіноґарі (реконструкція), Саґа
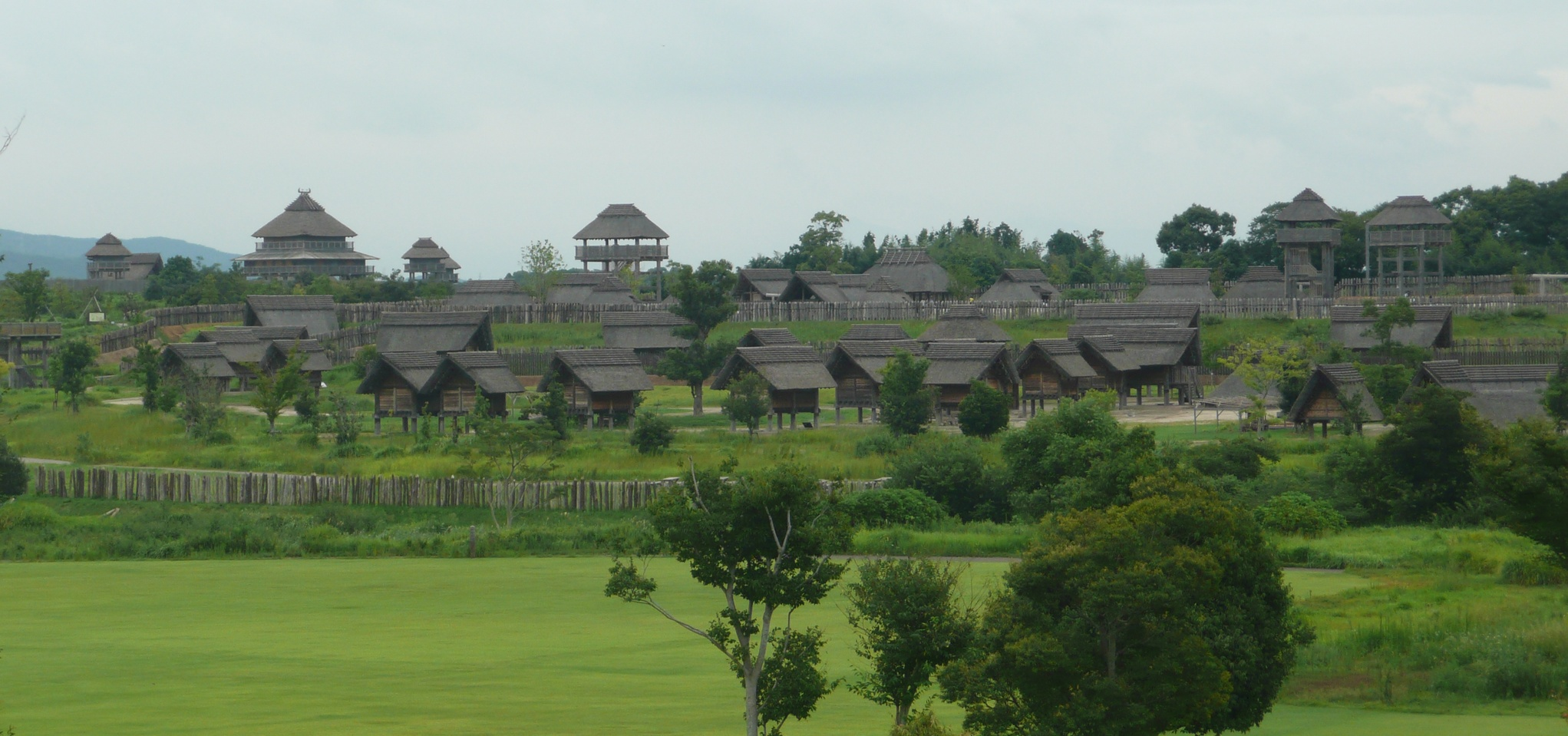
Реконструкція села періоду Яйой (городище Йосіноґарі, Саґа)
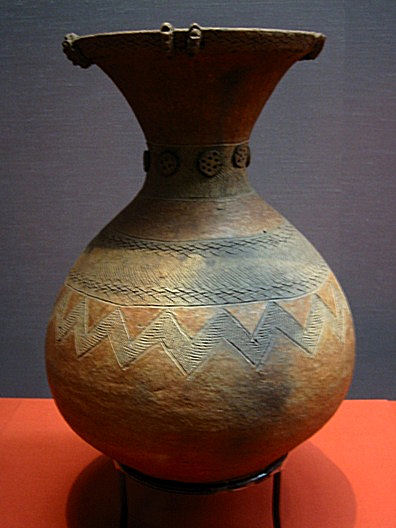
Глечик,перша половина III ст., стоянка Куґахара, Токіо

Окінава та Хоккайдо не зазнали впливу культури Яйой. Там продовжували існувати постджьомонівські традиції, які заклали основи соціального буття рюкюсців та айнів. Відповідно періодизація історії цих двох островів не збігається з періодизацією історії «центральних земель» (власне Японії).

## Свідчення китайських джерел
Найбільш ранні письмові свідчення про мешканців Японського архіпелагу датуються 57 роком н. е. і знаходяться у «Книзі Пізьної Хань» (後漢書). Там згадується, що володар японської країни На отримав від китайського імператора золоту печатку. Наступне повідомлення про японців під 275 роком знаходиться у «Хроніках Вей» (魏志), частина «Переказ про людей ва», де описуються 30 країн Японського архіпелагу і «країна Яматай», яка в правління Хіміко стала васалом Китаю. Згідно китайськоцентричному баченню світу, китайці створили для японців принизливу назву «люди ва» (倭人 — «карлики»), яким протягом тисячоліття вони називали жителів Японії.
Історики раннього Китаю описують землі Ва як спільноту сотень розрізнених племінних громад, між якими йшли небачені в минулому періоді військові конфлікти. Така ж роздробленість і запеклі міжусобні війни описуються і в японському джерелі «Ніхонгі», частково міфологічному, частково історичному творі VIII ст., що описує історію Японії з 660 р до н. е.
За свідченнями китайських джерел III ст., Люди Ва харчувалися сирою рибою, овочами та рисом, подаючи їх на бамбукових тацях (також таці виготовлялися і з інших дерев), плескали в долоні під час релігійних обрядів (цей звичай в Японії дійшов до нашого часу) і споруджували земляні оборонні вали навколо селищ. У суспільстві людей Ва того часу підтримувалися відносини васал-сюзерен, був організований збір податків, створені сховища зерна і ринки. Люди Ва також носили траур по покійним.

## Внесок
Соціальні та культурні наслідки даного періоду мали виняткове значення. У період Яйой японське суспільство пережило «господарську революцію», пов'язану з переходом від привласнюючого господарства — від полювання і збирання до виробничого господарства — рослинництва і від кам'яних знарядь до використання металів. Вважається, що в результаті зростання додаткового продукту населення Японії збільшилася в 3-4 рази, відбулася соціальна стратифікація і почали формуватися основи японської державності. Остання буде реалізована в епоху курганів у федеративній освіті Ямато.